# Bill Mazeroski
William Stanley Mazeroski, mais conhecido como Bill Mazeroski (Wheeling, 5 de setembro de 1936), é um ex-jogador de beisebol norte-americano que defendeu ao longo de toda a sua carreira o Pittsburgh Pirates. Um dos principais jogadores dos Pirates nos títulos de 1960 e 1971 da Série Mundial, ele foi eleito para o Hall da Fama do Beisebol em 2001.
Apesar de ele ser um dos maiores segundas-bases defensivos de todos os tempos, ele é mais conhecido por ter encerrado a Série Mundial e 1960 com um home run, até hoje o único home run a encerrar um jogo 7 na história das Séries Mundiais.

## Carreira
Ainda na escola, em Tiltonsville (Ohio), ele destacava-se no beisebol e no cestobol. Assinou contrato com os Pirates em 1954, aos 17 anos. Originalmente um interbases, estreou nas grandes ligas em 7 de julho de 1956. Ele aposentar-se-ia sem defender outro time.
Mazeroski era conhecido por seu jogo defensivo e ganhou a primeira de suas oito Luvas de Ouro em 1958. Sua porcentagem de defesas ao longo da carreira foi de 98,3%, e ele liderou a Liga Nacional em assistências por nove vezes e detém o recorde de queimadas duplas nas grandes ligas por um segunda-base. O analista de beisebol Bill James escreveu que "as estatísticas defensivas de Bill Mazeroski são provavelmente as mais impressionantes de qualquer jogador em qualquer posição".
Apesar de suas habilidades defensivas geralmente ofuscarem suas contribuições com o bastão — o então narrador dos Pirates, Bob Prince, costumava chamá-lo de "A Luva" —, Mazeroski teve várias boas temporadas ofensivas. Sua melhor foi em 1958, quando ele teve um aproveitamento de 27,5%, rebateu dezenove home runs (a melhor marca de sua carreira) e teve 68 coridas impulsionadas, o que, junto com seu excelente aproveitamento defensivo, fez com que ele fosse candidato ao prêmio de jogador mais valioso da liga. Em 1966 ele impulsionou 82, melhor marca de sua carreira. Durante seu ápice (1957–1968) ele impulsionou mais corridas que qualquer outro defensor interno na mesma época. Seus home runs foram limitados pelas longas distâncias do estádio Forbes Field, tanto é que ao longo de sua carreira ele rebateu mais que o dobro de home runs fora de casa em relação ao que rebateu em casa — 45 em casa, contra 93 fora. Se Mazeroski tivesse jogado em um estádio mais neutro em termos de home runs, o total de sua carreira poderia ter alcançado duzentos.
Na Série Mundial de 1960 Mazeroski garantiu o título para o Pittsburgh, encerrando o jogo com um home run que desempatou o placar na última entrada depois de arremesso de Ralph Terry, do New York Yankees. O garoto de treze anos que pegou a bola trocou-a com Mazeroski por duas caixas de cerveja, e a bola foi depois mandada para o Hall da Fama.
Apesar de sua reputação como jogador que não rebatia home runs, Mazeroski rebateu outro home run decisivo naquelas finais de 1960, acumulando metade do total dos Pirates ao longo dos sete jogos. Na quarta entrada do jogo 1, com Don Hoak na base, Mazeroski acertou um arremesso de Jim Coates que passou por cima do placar do jardim esquerdo e acabou por dar a vitória aos Pirates por 6 a 4.
Mazeroski e Roberto Clemente foram os dois últimos remanescentes dos campeões de 1960 com os Pirates. Um ano depois de se aposentar, Mazeroski fez parte da comissão técnica liderada pelo seu ex-companheiro Bill Virdon, em 1973.

## Eleição para o Hall da Fama
Mazeroski foi eleito para o Hall da Fama do Beisebol em 2001. No dia em que foi homenageado em Cooperstown, ele não conseguiu ir além de seu discurso preparado em que agradecia o comitê por escolher um jogador baseado principalmente em seus números defensivos (uma raridade), antes de ficar tão emocionado que teve de parar. Após desculpar-se a "todos que tiveram de vir tão longe para ouvir esta porcaria", ele sentou-se debaixo de uma longa e barulhenta ovação da audiência e dos outros membros do Hall da Fama presentes.

## Outras honrarias
Hoje uma parte da parede de tijolos do jardim esquerdo do Forbes Field permanece de pé no campus da Universidade de Pittsburgh, no distrito de Oakland, em Pittsburgh, como um memorial, com uma placa no ponto em que o home run que marcou a "morte súbita" passou por cima da parede em 1960. Um campo de softball dedicado a Mazeroski fica do outro lado.
Em 1987 Mazeroski concorreu à nomeação pelo Partido Democrata para chefe do condado de Westmoreland, na Pensilvânia, mas não obteve sucesso.
Em 2003 ele foi homenageado com um campo de beisebol com seu nome e um monumento atrás da casa-base pela escola Ohio Buckeye Local High School, em Rayland. Em 2004 ele foi eleito para o Hall da Fama da Ohio Valley Athletic Conference.
Mazeroski foi escolhido para o arremesso cerimonial do concurso de home runs do Jogo das Estrelas de 2006, realizado no PNC Park, em Pittsurgh, recebendo uma longa ovação.
No início de 2010 os Pirates anunciaram que construiriam uma estátua de Mazeroski, para ser colocada na saída do PNC Park que fica justamente na Mazeroski Way, reproduzindo uma fotografia em que ele tinha acabado de passar pela segunda base depois de rebater o home run decisivo em 1960, comemorando com o boné na mão. A construção da estátua foi aprovada em 18 de fevereiro, com previsão de custos em torno de 450 mil dólares, a ser pagos pelos Pirates, com inauguração prevista para 5 de setembro, aniversário de Mazeroski. A inauguração ocorreu conforme previsto, com festividades e uma homenagem ao ex-jogador. "Estou estupefato", disse Mazeroski na ocasião. A estátua tem 4,27 metros de altura. "Não acredito que isto poderia acontecer comigo, um sujeito de uma cidade carvoeira às margens do Rio Ohio. Quem é que poderia sonhar com algo assim?"

## Aparição no cinema
Mazeroski foi o foco de uma queimada tripla que encerrou um jogo no filme The Odd Couple, de 1968. Na cena, Oscar Madison foi impedido de ver a jogada por causa de um telefonema incômodo de Felix Ungar (logo após prever sarcasticamente para o também jornalista Heywood Hale Broun que os Mets tinham chance de vencer se Mazeroski sofresse uma queimada tripla). Na verdade, Mazeroski nunca sofreu tal jogada durante suacarreira, mas, de acordo com pesquisar, fez parte de tais jogadas como defensor em 1966 e em 1968.
De acordo com uma história retirada da página do filme no site Internet Movie Database, a cena foi filmada antes do início de um jogo normal no Shea Stadium em 27 de junho de 1967. Maz disse depois que tinha apenas dez minutos para fazê-la: "Eles tinham um cara lá arremessando, e ele estava arremessando bolas rápidas. Eu sabia que tinha de rebater direto para o terceira-base. Só precisamos de duas tomadas. No primeiro arremesso, minha rebatida direta foi para fora. No segundo, acertei direto na terceira base, com um quique. Ele pegou a bola, pisou na terceira base, arremessou para a segunda e de lá para a primeira; uma queimada tripla. Para fazer aquilo foi necessário talento!"

## Aposentadoria
Mazeroski passou a ser instrutor especial de defensores internos para os Pirates durante as pré-temporadas em Panama City (Flórida). Ele também promove um torneio anual de golfe, o Bill Mazeroski Golf Tournament.